# Joseph François Durutte

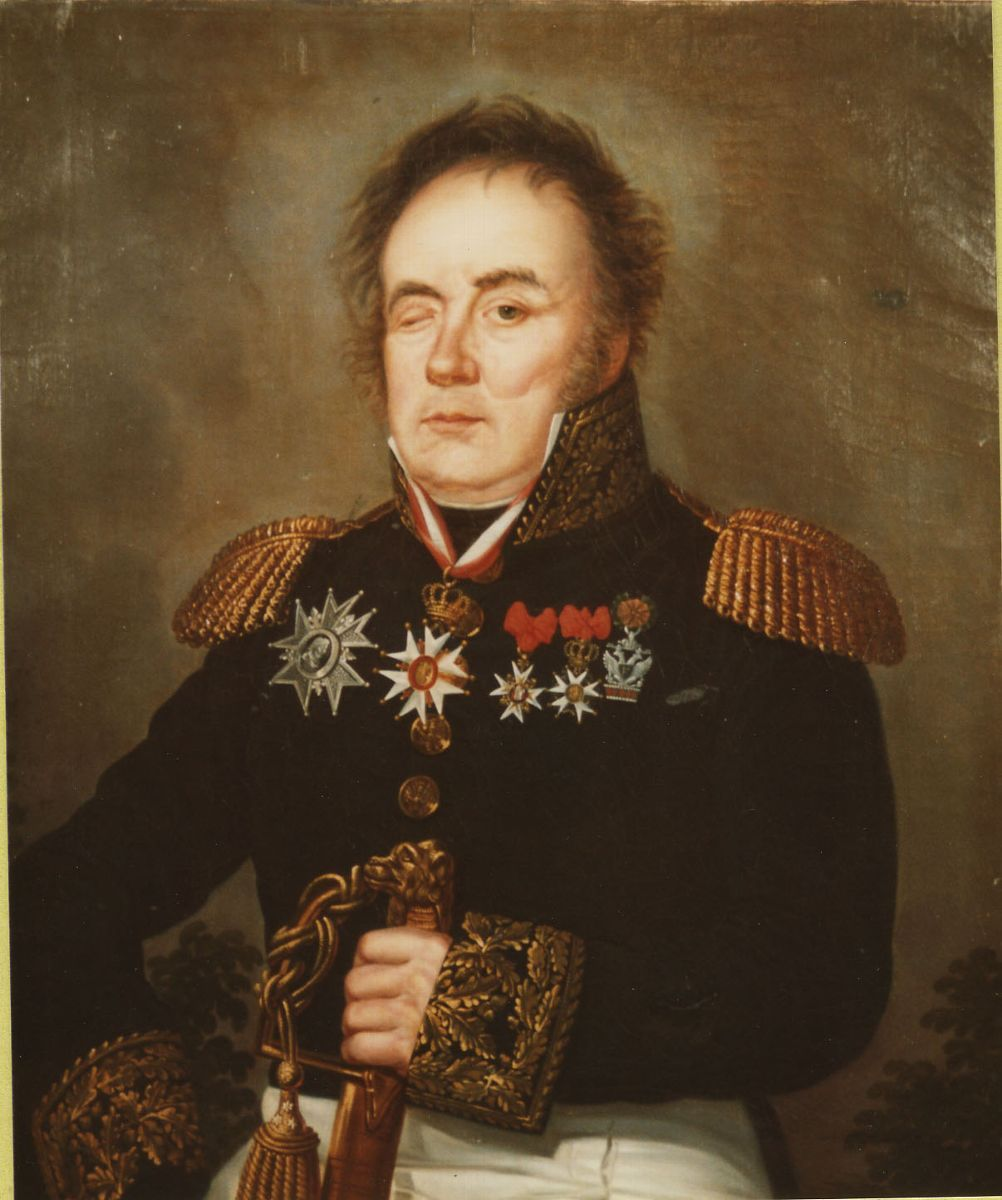
Pierre François Durutte (1815)

Pierre François Joseph Durutte (* 14. Juli 1767 in Douai, Département Nord; † 18. August 1827 in Ypern) war Graf und französischer Général de division.

## Leben
Er trat 1792 in die französische Armee ein, stieg in den folgenden Feldzügen der Republik, meist im Generalstab beschäftigt, schnell von Stufe zu Stufe und wurde von Napoleon Bonaparte 1803 zum Général de division befördert und zum Kommandanten der 10. Militärdivision zu Toulouse ernannt.
Er nahm an den Feldzügen gegen Österreich in Italien teil, zeichnete sich besonders 1809 unter dem Vizekönig Eugen bei Sacile und bei Raab aus. Für seine Leistungen im Feldzug von 1809 wurde er zum Baron des Reiches erhoben. Zu der Zeit, als Napoleon I. Holland mit Frankreich vereinigte, fungierte er als Gouverneur von Amsterdam und wurde mit der Sicherung der dortigen Nordsee-Küste beauftragt. Nach seiner Ernennung zum Stadtkommandanten von Berlin befehligte er im Russlandfeldzug von 1812 beim sächsischen VII. Korps unter General Reynier eine zusätzliche Division. Er zeichnete 1813 sich bei den Schlachten von Lützen (2. Mai) und Bautzen (20. Mai) aus, nahm an den unglücklichen Unternehmung Neys gegen Berlin (6. September) und an der Völkerschlacht bei Leipzig (16. – 19. Oktober) teil. Beim Rückzug aus Deutschland führte er einen Teil der Arrieregarde, rettete bei Freiburg fast die ganze französische Artillerie und setzte dann Metz in Verteidigungszustand.
Nach der Restauration ernannte ihn Ludwig XVIII. 1814 zum Kommandanten der 3. Militärdivision zu Metz; dessen ungeachtet erklärte sich Durutte nach Napoléons Rückkehr für denselben, erhielt das Kommando der 4. Division im Armeekorps Jean Baptiste Drouets und focht bei Waterloo (18. Juni 1815). Nach der Ankunft des preußischen Korps Zieten wurde die Front seiner Division durch feindliche Kavallerie aufgerissen. Durutte erlitt dabei durch Säbelhiebe feindlicher Reiter an einer Hand und am Kopf schwere Verwundungen. Nach der zweiten Restauration blieb er ohne Anstellung. Er starb am 18. August 1827 in Ypern.

## Ehrungen
Sein Name ist am Triumphbogen in Paris in der 17. Spalte eingetragen.